# Lockheed Martin Transportation & Security Solutions
Lockheed Martin Transportation and Security Solutions (LMTSS) è la struttura commerciale di Lockheed Martin, nata dalla fusione della precedente struttura di Lockheed Martin's Air Traffic Management (LMATM) con altre diverse entità commerciali di sistemi integrativi.
LMTSS si concentra sulla gestione del traffico aereo e programmi di sicurezza che coinvolge integrazione di sistemi su larga scala e soluzioni trasformazionali.
LMTSS ha sede a Rockville, Maryland negli Stati Uniti con gli uffici ad Eagan, Minnesota; Atlantic City, New Jersey e Swanwick, Hampshire nel Regno Unito.